# Everettská námořní stanice
Everettská námořní stanice (anglicky Naval Station Everett) je nejmodernější základna amerického námořnictva. Nachází se vedle přístaviště města Everett, 40 kilometrů severně od Seattlu v americkém státě Washington. Podpůrný komplex námořnictva se nachází mezi městy Marysville a Arlington, necelých 20 kilometrů od stanice, která leží na severovýchodním pobřeží Pugetova zálivu. Stanice byla navržena jako domovský přístav skupiny carrer strike group.
Stanice je nyní domovem dvou torpédoborců, tří fregat, jedné jaderně poháněné letadlové lodi a jednoho obsluhovače bójí americké pobřežní stráže. Své úkoly zde dostává šest tisíc námořníků a příslušníků veřejné služby, zatímco 350 těchto osob je přiděleno stanici samotné.

## Historie
Roku 1983 poprvé navrhl tajemník námořnictva, John Lehman, koncept výstavby nové strategické základny v Pugetově zálivu. Krátce poté Kongres schválil jeho snahu přidat nové námořní stanice a rozptýlit koncentraci plavidel. Program nepodporoval pouze Senát a Sněmovna reprezentantů, ale také prezident Ronald Reagan a ministerstvo obrany. V roce 1985 bylo rozhodnuto, že program je nejlepším řešením pro rozptýlení koncentrace plavidel námořnictva, celistvost námořnictva a navýšení námořnických sil po stranách země.

## Zázemí
V dubnu 1984 byl Everett vybrán z dalších třinácti přístavu jako ideální pro novou stanici. V říjnu 1986 Kongres schválil první dotace pro stavbu a v listopadu 1987 se uskutečnil oficiální ceremoniál k počátku stavby. V září 1988 získalo námořnictvo šestapadesátimilionový kontrakt na výstavbu 494 metrů dlouhého a 36 metrů širokého mola. V červnu 1992 se formálního otevření mola zúčastnily tři lodi námořnictva.
V srpnu 1993 proběhl další ceremoniál k počátku stavby, tentokrát se jednalo o podpůrný komplex ve Smokey Pointu, mezi městy Marysville a Arlington. Námořnictvo zde zakoupilo 210 tisíc m² rozlehlý pozemek, na kterém plánovalo postavit komisní, výměnné a rodinné centrum, charitní obchod, vzdělávací prostory, byty důstojníků, obchod výstroje, kapli a nábožensky vzdělávací centrum, automobilovou dílnu, hřiště a kurty, parkoviště pro námořníky přidělené lodím everettské námořní stanice a padesátipokojový námořnický hotel.
V prvním týdnu roku 1994 začal personál z námořní loděnice Pugetův záliv přesun do nových podpůrných a administračních budov a oficiálně zahájil operace v everettské námořní stanici. V dubnu 1994 se zde uskutečnil velký ceremoniál s více než tisícem hostů.

## Počáteční obsazení
V září 1994 do stanice připluly první ze sedmi lodí, USS Ingraham a USS Ford. V listopadu 1995 připlula další loď, USS Paul F. Foster. Ve stejný den námořnictvo oznámilo přidělení lodí USS David R. Ray, USS Callaghan a USS Chandler stanici. Zatímco prvně jmenovaná připlula v červenci 1996, další dvě až v září téhož roku. Aby bylo dokončeno obsazení stanice, loď USS Abraham Lincoln změnila v lednu 1997 svůj domovský přístav z námořní loděnice Pugetův záliv na everettskou stanici. V březnu 1998 byla vyřazena loď USS Callaghan, kterou přijely v květnu téhož roku z Japonska nahradit lodě USS Fife a USS Rodney M. Davis. V září 1999 byla vyřazena loď USS Chandler.
V červenci 1999 námořnictvo dokončilo konečné prohlášení o dopadu na životní prostředí, aby nalezlo ideální přístav pro tři jaderně poháněné letadlové lodě třídy Nimitz z Pacifické flotily. Námořnictvo zkoumalo čtyři přístavy: námořní loděnici Pugetův záliv v Bremertonu, everettskou námořní stanici, San Diego a Pearl Harbor. Nakonec se námořnictvo rozhodlo přidělit dvě letadlové lodi San Diegu a jednu Everettu. Úspěšná šestiměsíční údržba lodi USS Abraham Lincoln v Bremertonu ověřila úmysl námořnictva ponechat tuto loď v Everettu. Průzkum pro konečné prohlášení o dopadu na životní prostředí byl odstartován v prosinci 1996. Po veřejných schůzkách ve všech ze čtyř vybraných lokalit strávilo námořnictvo více než osmnáct měsíců zjišťováním vlastní spokojenosti s přidělováním lodí těmto přístavům. Průzkum se týkal především provozu a výcviku, zázemí a infrastruktury, údržby a kvalitou života.

## Přidělené lodi
- USS Abraham Lincoln (CVN-72)
- USS Momsen (DDG-92)
- USS Shoup (DDG-86)
- USS Ford (FFG-54)
- USS Rodney M. Davis (FFG-60)
- USS Ingraham (FFG-61)

## Galerie

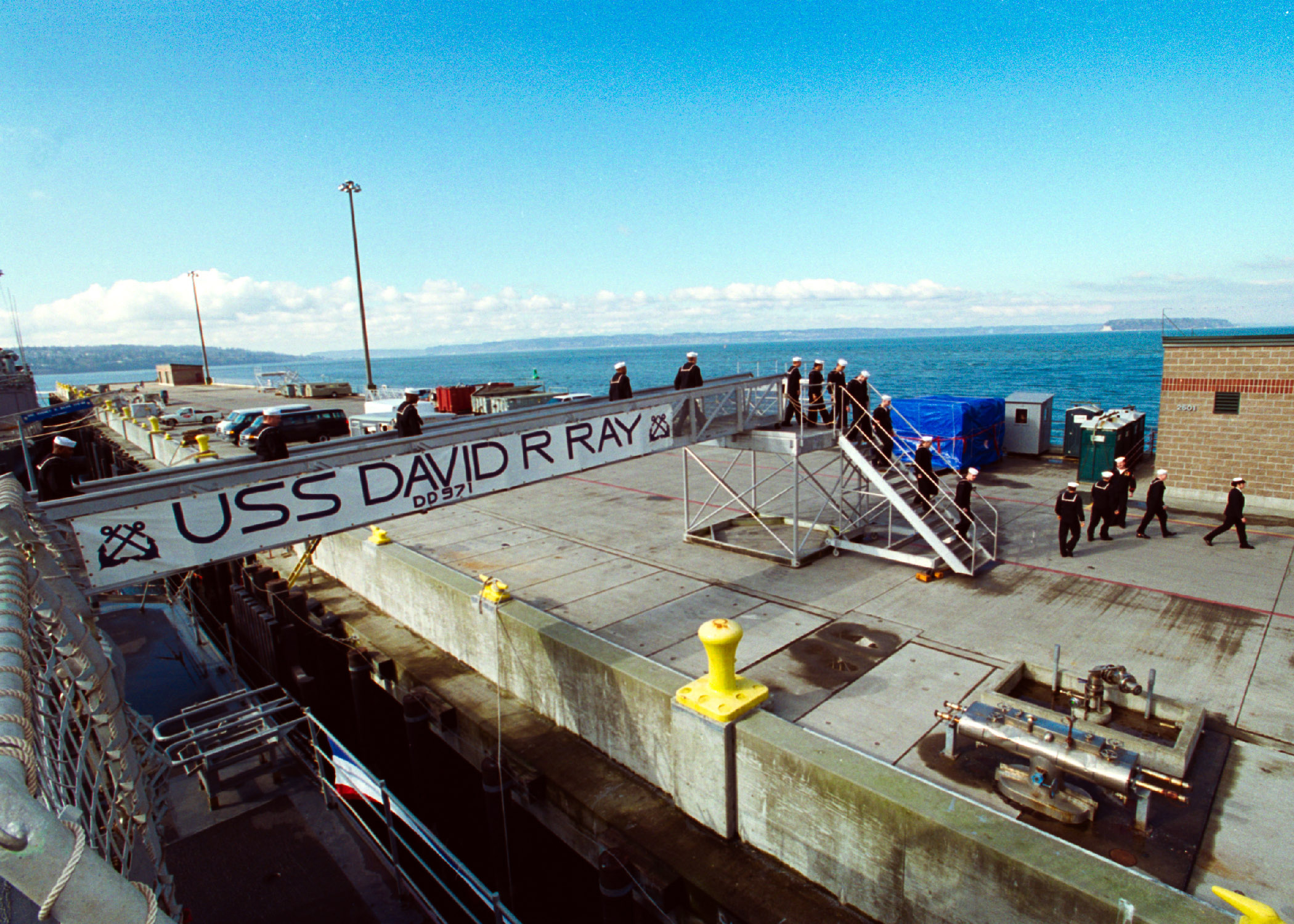
Ceremoniál k vyřazení lodi USS David R. Ray.
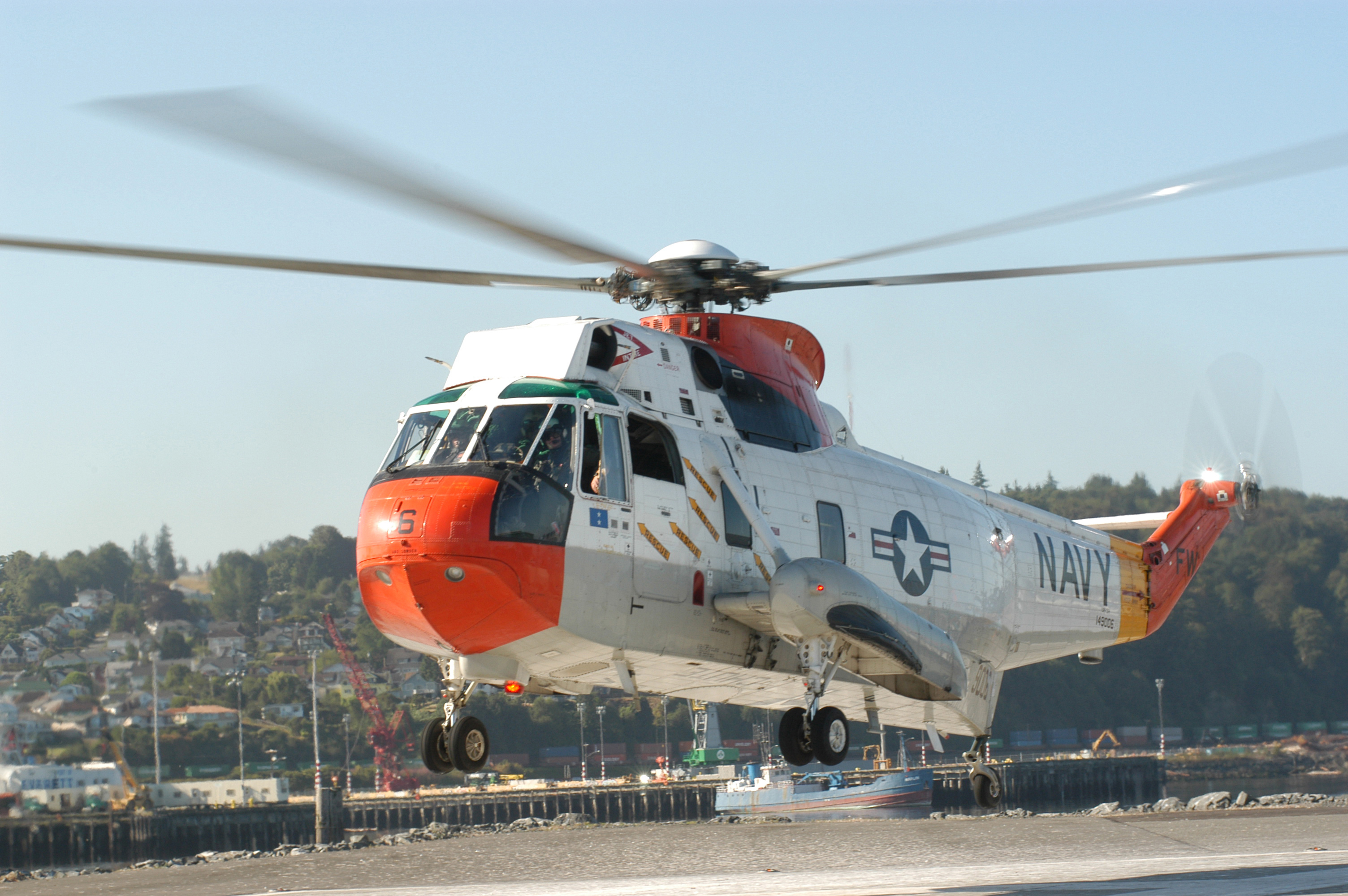
Helikoptéra námořnictva při antiteroristickém cvičení.
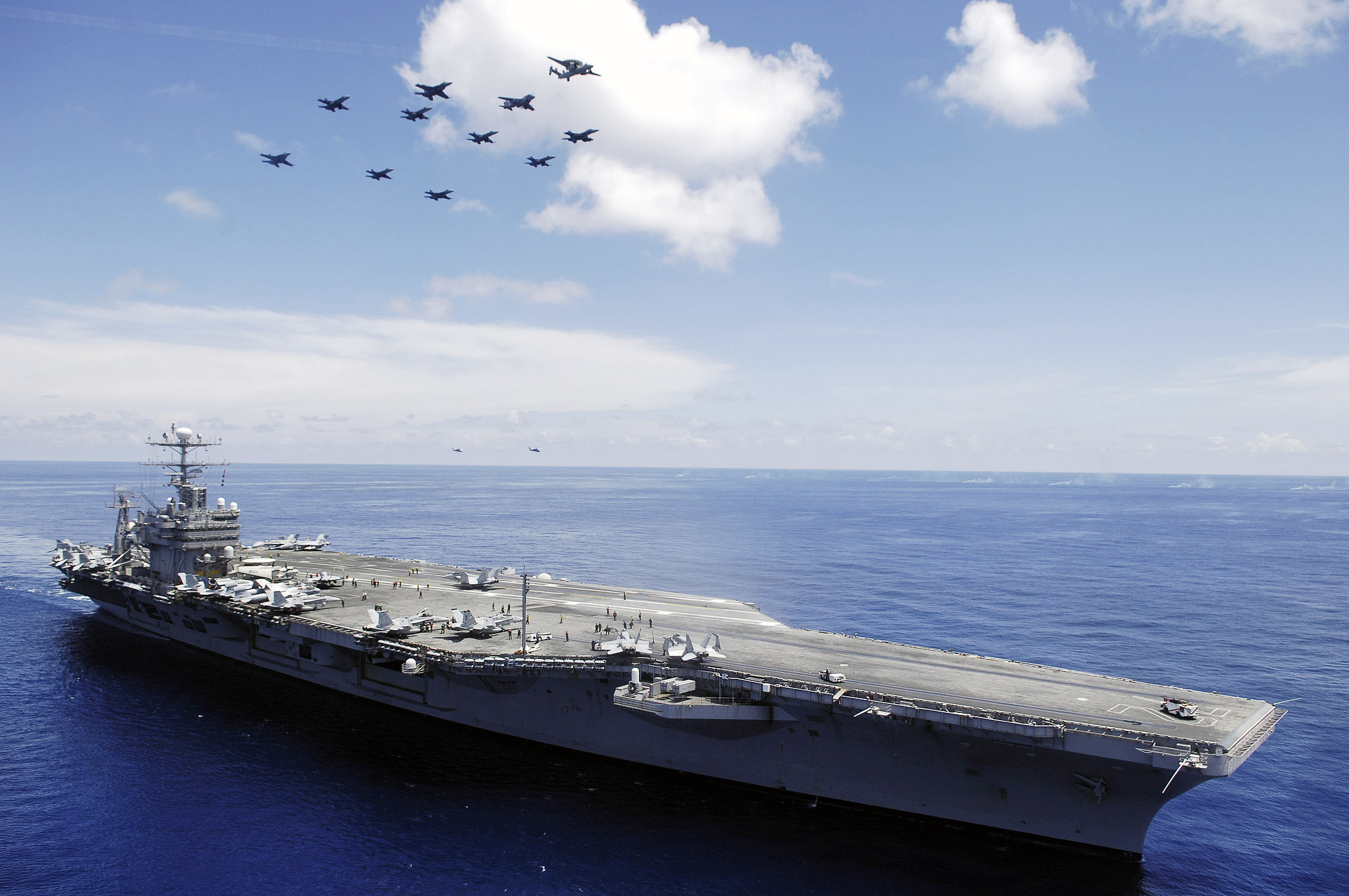
Letadlová loď USS Abraham Lincoln.
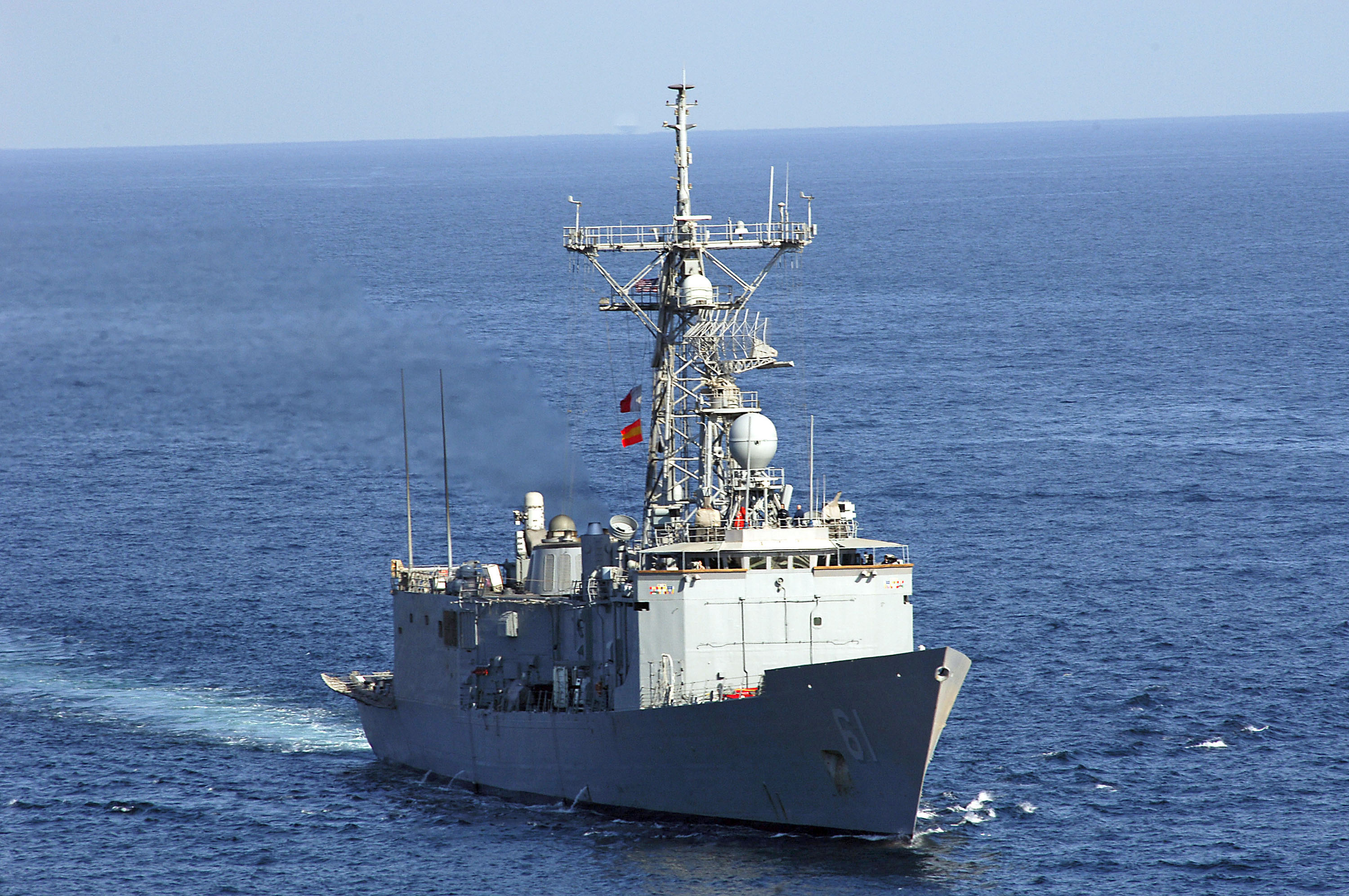
Fregata USS Ingraham.